# Puppy Love (chanson)
Pour les articles homonymes, voir Puppy Love (homonymie) a aussi été chanté au Québec par Anne Renée sous le titre "un amour d'adolescent"..
Puppy Love est une chanson populaire écrite par Paul Anka en 1960. Il l'a écrite pour Annette Funicello, qu'il fréquentait à l'époque. La version d'Anka a atteint le numéro deux sur le palmarès Billboard Hot 100  et le numéro trente-trois dans le palmarès des chansons du Royaume-Uni. Douze ans plus tard, elle fut chantée à nouveau par Donny Osmond, qui obtint elle aussi un grand succès dans les palmarès de chansons. La chanson fut adaptée en français et chantée par Claude François en 1973 sous le titre Sur ton visage un sourire.